# Urticicola umbrosus
Urticicola umbrosus е вид коремоного от семейство Hygromiidae.

## Разпространение
Видът е разпространен в Австрия, Босна и Херцеговина, Германия, Италия, Полша, Румъния, Словакия, Словения, Украйна, Унгария, Хърватия и Чехия.